# ميخائيل أستون
ميخائيل أستون (بالإنجليزية: Michael Aston) هو مغني بريطاني، ولد في 22 أغسطس 1957.

## وصلات خارجية
- ميخائيل أستون على موقع ميوزك برينز (الإنجليزية)
- ميخائيل أستون على موقع ديسكوغز (الإنجليزية)